# Зайсанский уезд
Зайсанский уе́зд — административно-территориальная единица в составе Семипалатинской области Российской империи.
Уездный центр — город Зайсан.

## История
Уезд образован 1857 года.

## Административно-территориальное деление
Станицы на 1914 год: 
1. Зайсанская — посёлок Кендерлыкский.
2. Кокпектинская — посёлок Буконский.

- 1-й крестьянский участок — крестьянская волость Пограничная, самостоятельное крестьянское селение Рождественское, киргизские волости Кальджирская, Чёрно-Иртышская, Кендерлыкская,

Волости на 1 января 1926 года:
1. Дасовская волость (центр — Больше-Нарымский)
2. Кокпектинская
3. Комаровская (центр — с. Буран)
4. Кульджановская (центр — Баспанский базар)
5. Кызылтасовская
6. Максимовская (центр — с. Успенка)
7. Нор-Зайсанская (центр — п. Тополев-мыс)
8. Сталинская (центр — п. Кендерлык)
9. Тарбагатайская (центр — п. Покровка)

## Известные люди

### В уезде родились
- Альжанов, Отыншы — общественный деятель, член Алашординского правительства, просветитель, фольклорист.
- Сарсенов, Биахмет Шигедекович — общественно-политический деятель, член Алашординского правительства.

## Археология
- В Зайсанском районе в Шиликтинской долине вдоль горных хребтов найдены каменные орудия, которые относятся к началу верхнего палеолита (40 тыс. лет назад)[1].